# Campionat de futbol americà sènior de tot Irlanda 2019
El Campionat de futbol americà sènior a tota l'Irlanda del 2019 va ser la 132a edició del torneig de futbol gaèlic intercomarcal principal de GAA des de la seva creació el 1887.
Hi van participar trenta-tres equips: trenta-un dels trenta-dos comtats d'Irlanda, Londres i Nova York . Kilkenny, com en anys anteriors, no hi va entrar.
L'equip de Dublín els campions actuals; van reivindicar el quart títol consecutiu igualat de rècords el 2018, convertint-se en el quart equip que va aconseguir aquesta gesta (els altres són Wexford el 1915-18 i Kerry el 1929–32 i el 1978–81). Van guanyar la final, derrotant a Kerry en una repetició, i es van convertir en els primers campions de cinc en fila.

## Curiositats
- Dublín es va convertir en el primer comtat a guanyar un novè títol provincial consecutiu i 5 títols de tots els irlandesos seguits
- Hi va haver reunions de campions per a la primera vegada per: 
  - Westmeath vs Waterford
  - Leitrim vs Clare
  - Offaly vs Sligo
  - Cork vs Laois
  - Meath vs Clare
- Meath va marcar 0-4 a la final de Leinster, la puntuació més baixa per un equip en una final provincial des del 1985, quan Laois va anotar el 0-4 contra Dublin.[3]
- Meath va aconseguir els vuit últims per primera vegada des del 2010[4]
- Dublín i el seu directiu Jim Gavin amplien la seva història sense guanyar rècords a 37 partits de campionat consecutivament, a partir del 15 de setembre de 2019.